# بورمانک
بورمانک، روستایی از توابع بخش طارم سفلی شهرستان قزوین در استان قزوین ایران است.
این روستا دارای مناظر منحصر به فردی در منطقه میباشد و رودخانه زیبای بورمانک از آن می‌گذرد.

## جمعیت
این روستا در دهستان نیارک قرار دارد و براساس سرشماری مرکز آمار ایران در سال ۱۳۸۵، جمعیت آن ۳۹ نفر (۱۲خانوار) بوده‌است.